# Dandelion and burdock

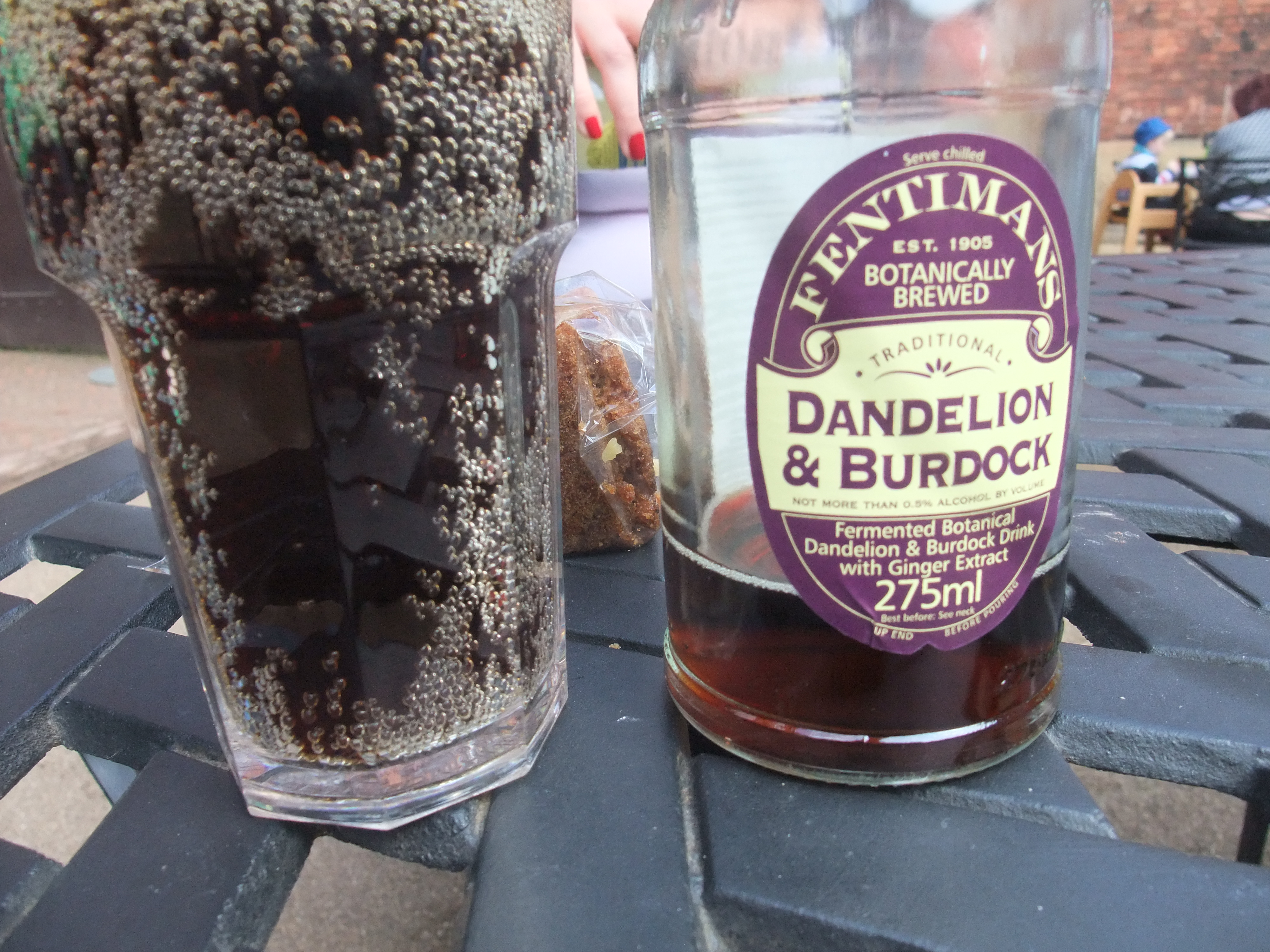
Dandelion & burdock

Dandelion and burdock – tradycyjny napój znany na Wyspach Brytyjskich od około 1265 roku. Tradycyjna metoda produkcji oparta jest na fermentacji korzeni mniszka lekarskiego i łopianu, dlatego napój staje się naturalnie gazowany. Obecnie w Wielkiej Brytanii jest sprzedawany m.in. w puszkach, podobnie jak inne napoje orzeźwiające.
Legenda głosi, że napój został odkryty przez św. Tomasza z Akwinu, który modlił się o natchnienie i koncentrację umysłu podczas nocnego pisania Sumy teologicznej. W czasie nocnego spaceru św. Tomasz zobaczył mniszka lekarskiego i łopian, z których zrobił napar, dzięki któremu jego praca stała się wydajniejsza.